# Comacina

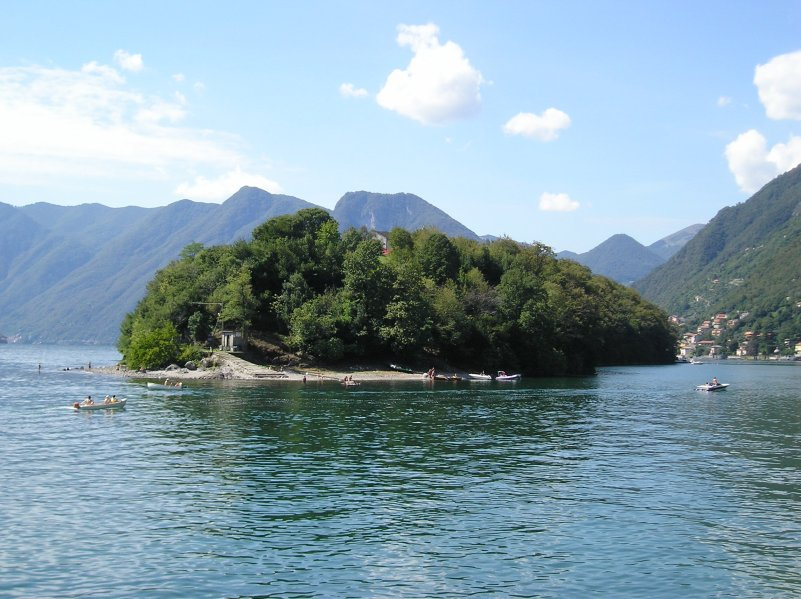
Ilha Comacina

Comacina é uma pequena ilha no lago de Como na Itália. Adminstrativamente é parte da comuna de Ossuccio. É localizada próximo à margem ocidental do braço do lago de Como em frente a um golfo conhecido como Zoca de l'oli um nome em língua lombarda referindo-se ao local de produção em pequena escala de óleo de oliva. 
No século VI (c. 587), a ilha era um remanescente bizantino mantida por Frâncio, um subosrdinado de Narses, enquanto as áreas circundantes do lago de Como eram controladas pelos lombardos. A ilha foi sitiada por um bom tempo pelos lombardos liderados por Autário que forçou Frâncio a fugir para Ravena, a capital de Narses.  os lombardos encontraram a ilha por conter muitas riquezas depositadas pelos legalistas romanos locais.